# Vlag van Terhulpen
De vlag van Terhulpen is op onbekende datum bij raadsbesluit vastgesteld als de vlag van de Waals-Brabantse gemeente Terhulpen. De vlag kan als volgt worden beschreven:
Drie banen van groen, van wit en van groen, lengteverhouding 1 : 2 : 1 met op het midden van de witte baan het gemeentewapen.
De vlag komt overeen met het vlagontwerp van de Raad van Heraldiek en Vexillologie (Frans: Conseil d’héraldique et de vexillologie). De kleuren van de vlag zijn afkomstig op het gemeentewapen, dat ook op de vlag is afgebeeld.